# 弗拉基米尔·科科夫佐夫

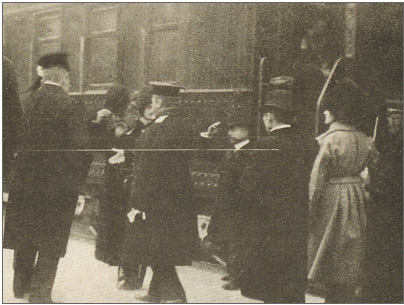
1909年，时任俄罗斯财政大臣科科夫佐夫在哈尔滨站迎接韩国统监伊藤博文，半小时后伊藤博文即被安重根刺杀

弗拉基米尔·尼古拉耶维奇·科科夫佐夫（俄语：Владимир Николаевич Коковцов，1853年4月18日—1943年1月29日）是一位俄罗斯帝国政治家，曾担任俄罗斯帝国大臣会议主席（相当于总理）、财政大臣等职。十月革命后定居巴黎。
1909年原預定跟伊藤博文在中國哈爾濱會談，但伊藤遭到槍殺身亡，未能實現。